# Halowe Mistrzostwa Europy w Lekkoatletyce 2000
XXVI Halowe Mistrzostwa Europy odbyły się 25-27 lutego 2000 w Gandawie w hali Brielmeersen.

## Klasyfikacja medalowa
| Pozycja | Państwo         | Złoto | Srebro | Brąz | Razem |
| ------- | --------------- | ----- | ------ | ---- | ----- |
| 1.      | Rosja           | 6     | 5      | 4    | 15    |
| 2.      | Czechy          | 3     | 2      | 2    | 7     |
| 3.      | Niemcy          | 2     | 6      | 1    | 7     |
| 4.      | Bułgaria        | 2     | 2      | 2    | 6     |
| 5.      | Rumunia         | 2     | 2      | 1    | 5     |
| 6.      | Wielka Brytania | 2     | 1      | 2    | 5     |
| 6.      | Francja         | 2     | 1      | 2    | 5     |
| 8.      | Szwecja         | 2     | 1      | 0    | 3     |
| 9.      | Hiszpania       | 1     | 2      | 1    | 4     |
| 10.     | Grecja          | 1     | 1      | 1    | 3     |
| 11.     | Irlandia        | 1     | 1      | 0    | 2     |
| 12.     | Łotwa           | 1     | 0      | 0    | 1     |
| 12.     | Izrael          | 1     | 0      | 0    | 1     |
| 12.     | Finlandia       | 1     | 0      | 0    | 1     |
| 12.     | Austria         | 1     | 0      | 0    | 1     |
| 16.     | Polska          | 0     | 1      | 2    | 3     |
| 17.     | Belgia          | 0     | 1      | 1    | 2     |
| 17.     | Włochy          | 0     | 1      | 1    | 2     |
| 19.     | Portugalia      | 0     | 1      | 0    | 1     |
| 19.     | Słowenia        | 0     | 1      | 0    | 1     |
| 21.     | Węgry           | 0     | 0      | 2    | 2     |
| 21.     | Ukraina         | 0     | 0      | 2    | 2     |
| 23.     | Estonia         | 0     | 0      | 1    | 1     |
| 23.     | Holandia        | 0     | 0      | 1    | 1     |
| 23.     | Jugosławia      | 0     | 0      | 1    | 1     |

## Wyniki zawodów

### Mężczyźni

#### Konkurencje biegowe
| Konkurencja        | Złoto                                                                | Złoto   | Srebro                                                            | Srebro  | Brąz                                                                 | Brąz    |
| ------------------ | -------------------------------------------------------------------- | ------- | ----------------------------------------------------------------- | ------- | -------------------------------------------------------------------- | ------- |
| 60 m               | Jason Gardener · Wielka Brytania                                     | 6,49    | Georgios Theodoridis · Grecja                                     | 6,51    | Angelos Pawlakakis · Grecja                                          | 6,54    |
| 200 m              | Christian Malcolm · Wielka Brytania                                  | 20,54   | Patrick Stevens · Belgia                                          | 20,70   | Julian Golding · Wielka Brytania                                     | 21,05   |
| 400 m              | Ilja Zewontow · Bułgaria                                             | 46,63   | David Canal · Hiszpania                                           | 46,85   | Marc Raquil · Francja                                                | 47,28   |
| 800 m              | Jurij Borzakowski · Rosja                                            | 1:47,92 | Nils Schumann · Niemcy                                            | 1:48,41 | Balázs Korányi · Węgry                                               | 1:48,42 |
| 1500 m             | José Antonio Redolat · Hiszpania                                     | 3:40,51 | James Nolan · Irlandia                                            | 3:41,59 | Mehdi Baala · Francja                                                | 3:42,27 |
| 3000 m             | Mark Carroll · Irlandia                                              | 7:49,24 | Rui Silva · Portugalia                                            | 7:49,70 | John Mayock · Wielka Brytania                                        | 7:49,97 |
| 60 m ppł           | Staņislavs Olijars · Łotwa                                           | 7,50    | Tony Jarrett · Wielka Brytania                                    | 7,53    | Tomasz Ścigaczewski · Polska                                         | 7,56    |
| sztafeta 4 × 400 m | Czechy · Jiří Mužík · Jan Poděbradský · Štěpán Tesařík · Karel Bláha | 3:06,10 | Niemcy · Ingo Schultz · Ruwen Faller · Marco Krause · Lars Figura | 3:06,64 | Węgry · Péter Nyilasi · Attila Kilvinger · Zétény Dombi · Tibor Bédi | 3:09,35 |

#### Konkurencje techniczne
| Konkurencja    | Złoto                       | Złoto | Srebro                        | Srebro | Brąz                        | Brąz  |
| -------------- | --------------------------- | ----- | ----------------------------- | ------ | --------------------------- | ----- |
| skok wzwyż     | Wiaczesław Woronin · Rosja  | 2,34  | Martin Buß · Niemcy           | 2,34   | Dragutin Topić · Jugosławia | 2,34  |
| skok o tyczce  | Aleksandr Awerbuch · Izrael | 5,75  | Martin Eriksson · Szwecja     | 5,70   | Rens Blom · Holandia        | 5,60  |
| skok w dal     | Petar Daczew · Bułgaria     | 8,26  | Bogdan Țăruș · Rumunia        | 8,20   | Witalij Szkurłatow · Rosja  | 8,10  |
| trójskok       | Charles Friedek · Niemcy    | 17,28 | Rostisław Dimitrow · Bułgaria | 17,22  | Paolo Camossi · Włochy      | 17,05 |
| pchnięcie kulą | Timo Aaltonen · Finlandia   | 20,62 | Manuel Martínez · Hiszpania   | 20,38  | Miroslav Menc · Czechy      | 20,23 |
| siedmiobój     | Tomáš Dvořák · Czechy       | 6424  | Roman Šebrle · Czechy         | 6271   | Erki Nool · Estonia         | 6200  |

### Kobiety

#### Konkurencje biegowe
| Konkurencja        | Złoto                                                                             | Złoto   | Srebro                                                                          | Srebro  | Brąz                                                                | Brąz    |
| ------------------ | --------------------------------------------------------------------------------- | ------- | ------------------------------------------------------------------------------- | ------- | ------------------------------------------------------------------- | ------- |
| 60 m               | Ekaterini Tanu · Grecja                                                           | 7,05    | Petia Pendarewa · Bułgaria                                                      | 7,11    | Iryna Pucha · Ukraina                                               | 7,11    |
| 200 m              | Muriel Hurtis · Francja                                                           | 23,06   | Alenka Bikar · Słowenia                                                         | 23,16   | Jekaterina Leszczowa · Rosja                                        | 23,20   |
| 400 m              | Swietłana Pospiełowa · Rosja                                                      | 51,66   | Natalja Nazarowa · Rosja                                                        | 51,69   | Helena Fuchsová · Czechy                                            | 52,32   |
| 800 m              | Stephanie Graf · Austria                                                          | 1:59,70 | Natalia Cyganowa · Rosja                                                        | 2:00,17 | Sandra Stals · Belgia                                               | 2:01,34 |
| 1500 m             | Violeta Szekely · Rumunia                                                         | 4:12,82 | Olga Kuzniecowa · Rosja                                                         | 4:13,45 | Julia Kosenkowa · Rosja                                             | 4:13,60 |
| 3000 m             | Gabriela Szabó · Rumunia                                                          | 8:42,06 | Lidia Chojecka · Polska                                                         | 8:42,42 | Marta Domínguez · Hiszpania                                         | 8:44,08 |
| 60 m ppł           | Linda Ferga · Francja                                                             | 7,88    | Patricia Girard · Francja                                                       | 7,98    | Ołena Krasowśka · Ukraina                                           | 8,03    |
| sztafeta 4 × 400 m | Rosja · Olesia Zykina · Irina Rosichina · Julija Sotnikowa · Swietłana Pospiełowa | 3:32,53 | Włochy · Francesca Carbone · Carla Barbarino · Patrizia Spuri · Virna Di Angeli | 3:35,01 | Rumunia · Georgeta Lazăr · Anca Safta · Otilia Ruicu · Alina Râpanu | 3:36,28 |

#### Konkurencje techniczne
| Konkurencja    | Złoto                      | Złoto | Srebro                                              | Srebro | Brąz                        | Brąz  |
| -------------- | -------------------------- | ----- | --------------------------------------------------- | ------ | --------------------------- | ----- |
| skok wzwyż     | Kajsa Bergqvist · Szwecja  | 2,00  | Zuzana Hlavoňová · Czechy                           | 1,98   | Olga Kaliturina · Rosja     | 1,96  |
| skok o tyczce  | Pavla Hamáčková · Czechy   | 4,40  | Christine Adams · Niemcy · Jelena Bielakowa · Rosja | 4,35   | –                           | –     |
| skok w dal     | Erica Johansson · Szwecja  | 6,89  | Heike Drechsler · Niemcy                            | 6,86   | Iwa Prandżewa · Bułgaria    | 6,80  |
| trójskok       | Tatjana Lebiediewa · Rosja | 14,68 | Cristina Nicolau · Rumunia                          | 14,63  | Iwa Prandżewa · Bułgaria    | 14,63 |
| pchnięcie kulą | Łarisa Pieleszenko · Rosja | 20,15 | Nadine Kleinert · Niemcy                            | 19,23  | Astrid Kumbernuss · Niemcy  | 19,12 |
| pięciobój      | Karin Ertl · Niemcy        | 4671  | Irina Wostrikowa · Rosja                            | 4615   | Urszula Włodarczyk · Polska | 4590  |